# Bombus pascuorum
Bombus pascuorum es una especie de abeja de la familia Apidae y del género de los abejorros (Bombus). Se distribuye por la mayor parte de Europa y del norte de Asia, hasta la costa del Pacífico.
Emerge al comienzo de la primavera y continúa activa hasta el final del otoño. Pueden llegar a desplazarse desde su nido en busca de alimento hasta 450 m. Sus nidos, hechos junto o en el suelo, en vegetación u hojarasca, albergan pequeñas colonias de entre 30 y 100 individuos.
Es una abeja de tamaño medio. Su torso es de color naranja y el abdomen amarillento, aunque varía mucho en su patrón y puede tener bastante negro en el abdomen. Tiene una lengua muy larga. Es relativamente fácil de confundir con Bombus humilis y Bombus muscorum, de las que se diferencia en tener un pelo más greñudo, en los genitales de los zánganos y en ligeras diferencias de coloración en los segmentos del abdomen.